# 勒韦尔吉耶
勒韦尔吉耶（法語：Le Verguier，法語發音：[lə vɛʁɡje]）是法国上法蘭西大區埃纳省的一个市镇，属于圣康坦区。

## 地理
勒韦尔吉耶（49°55'28"N, 3°10'11"E）面积4.28 平方千米，位于法国上法蘭西大區埃纳省，该省份为法国北部内陆省份，北起北部省，西接索姆省和瓦兹省，东临阿登省和马恩省，西南至塞纳-马恩省，东北部与比利时接壤。
与勒韦尔吉耶接壤的市镇（或旧市镇、城区）包括：让库尔、迈塞米、蓬吕、旺代勒、维勒雷。

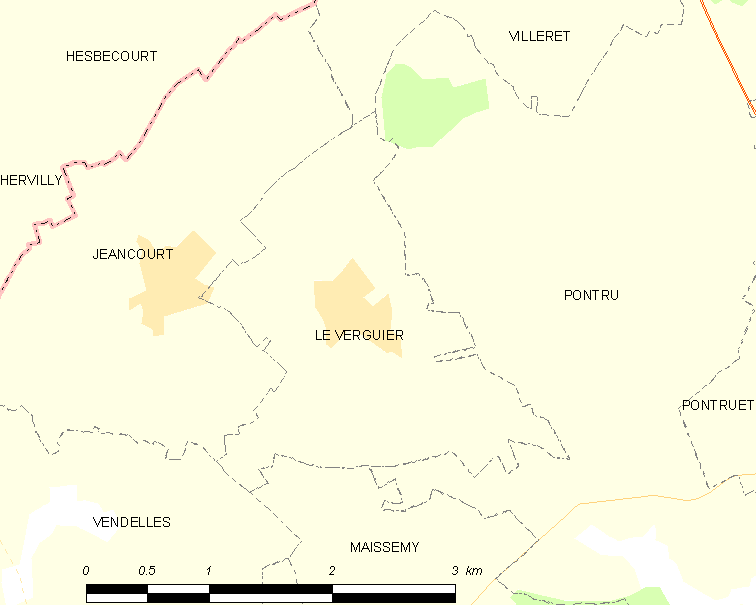
勒韦尔吉耶的OSM定位图

勒韦尔吉耶的时区为UTC+01:00、UTC+02:00（夏令时）。

## 行政
勒韦尔吉耶的邮政编码为02490，INSEE市镇编码为02782。

## 政治
勒韦尔吉耶所属的省级选区为圣康坦第一县。

## 人口

1962-2008年间勒韦尔吉耶人口变化图示

勒韦尔吉耶于2022年1月1日时的人口数量为215人。